# ジョージ・プライス (科学者)
ジョージ・プライス（George R. Price、1922年10月6日 - 1975年1月6日）は、アメリカ合衆国の集団遺伝学者。
当初は物理化学者として教育を受け、科学ジャーナリストに転向し、1967年にロンドンに移住するとユニバーシティ・カレッジ・ロンドンのゴルトン遺伝学教室で理論生物学の研究を行った。彼は進化生物学に三つの大きな貢献をした。一つはプライス方程式によってビル・ハミルトンの血縁選択と包括適応度を血縁者以外にも適用できる、より一般的な概念へと拡張した。二つ目は進化的に安定な戦略のオリジナルの概念を生み出したことである。これは後にジョン・メイナード＝スミスによってさらに洗練されることになる。第三に、フィッシャーの自然選択の基本定理をプライス方程式にて定式化したことである。
プライスは厳格な無神論からキリスト教徒に転向し、貧しい人々に財産を分け与えたあと、自殺した。

## 生涯
プライスは1922年に生まれた。父は電気技術者であったがプライスが4歳の時に死去した。母親はかつてオペラ歌手をしており、家族は大恐慌の中、苦労をした。ニューヨークの公立学校で学んだ後、1943年にシカゴ大学で化学の学士号を取得し、1946年に同大学から化学の博士号を取得。この間マンハッタン計画に参加している。1947年にジュリア・マディガンと結婚した。しかし彼は強い無神論者で、妻はローマ・カトリックを実践していたので、夫婦の仲は良好ではなかった。二人は1955年に離婚した。二人の間にはアンナマリアとキャサリンの二人の娘がいる。

### 研究
1946年から1948年の間ハーバード大学の化学の講師を務め、アルゴンヌ国立研究所の研究員であった。その後、ミネソタ大学の医学研究員として働いた。そのほかに蛍光顕微鏡と肝灌流の研究も行っている。1955年と1956年に、サイエンス誌に超能力に関する二つの論文を書いている。
その後、科学ジャーナリストの道を歩む。プライスは中国、ソ連とアメリカの間の冷戦について『No Easy Way』と題した本を書こうとしたが、「私が書くよりも速く世界が変わっていく」と言って断念した。1961年から1967年にはIBMで画像データ処理の仕事に携わった。1966年に甲状腺癌の治療を受けた。癌の切除には成功したが、手術のミスによって肩にマヒが残り、チロキシンに依存することになった。医療保険から多くの資金を得、新たな生活を始めるために1967年にロンドンに移住した。

### イギリスでの研究
W.D.ハミルトンはプライスがいつ彼に連絡を取ったか思い出せなかったが、プライスはハミルトンの1964年の血縁選択の論文を集団遺伝学や統計学の教育無しで読んだと回想した。プライスはダーウィンの自然選択説から導き出される道徳的な結論があまりに残酷だと感じており、（ダーウィンの拡張である）ハミルトンの理論の誤りを見つけ出そうと試みた。そしてプライスの公式と呼ばれる集団中の対立遺伝子の変動を引き起こす共分散方程式を提案した。方程式の最初の部分は以前に李景均やその他の幾人かによって提案されていた。第二の要素によって方程式がマイオティックドライブ、伝統的な自然選択から包括適応による拡張、群選択まで全てのレベルの選択に適用できる。
1970年6月6日にプライスは宗教的な体験をし熱心なキリスト教徒になった。彼は人生であまりに多くの偶然の一致があったと考えた。『復活祭の１２日』と題した長いエッセイを書いている。後に聖書の研究を離れ、そのかわりに北ロンドンの貧しい人たちを救済しようと試みた。
プライスはロナルド・フィッシャーの自然選択の基本定理を定式化し、そのためにフィッシャーの定理は広く受け入れられるようになった。1972年にはハミルトンの打ち負かされない戦略から着想を得た動物の対立に関するゲーム理論の論文をネイチャーに投稿した。査読者であったジョン・メイナード＝スミスは要約して送り直すよう要求したがプライスは応えなかった。彼はその頃ホームレスの救済に関わっており論文を書き直す意欲はなかった。メイナード＝スミスは自ら新たな論文を書き、進化的に安定な戦略と名付けプライスを共同執筆者とすることを認めさせた。メイナード＝スミスにできたことは、序文で、この理論の大部分はジョージ・プライス博士の動物の対立に関する論文に依っていると述べることだけだった。

### 死
プライスは人生の最期の時期をホームレスの救済に費やした。しばしば彼らを家に泊め、それで気が散るときにはゴルトン研究室のオフィスに泊まった。彼は地域の再開発プロジェクトのために借家を追い出され、もはやホームレスの人々に家を提供することができなくなった。財産はほとんど尽きかけていた。友人にもうホームレスを助けることができなくなったので自殺すると言った。メイナード＝スミスは資金援助を申し出たがそれを断った。クリスマスの頃、爪切りばさみでのどを切り自殺した。
追悼式はロンドンのユーストンで行われた。参列した科学者はハミルトンとメイナード＝スミスの二人だけだった。それから彼が支援した大勢のホームレスのうちほんの数人だけが参列した。プライスの貢献はその後20年間、顧みられなかった。短いあいだ理論生物学の研究を行ったが論文の数が少なかったために注目を浴びなかった。2000年にジェームズ・シュワルツが彼の伝記を書き、評価は近年変わりつつある。

## 業績

### 論文
- Price, G.R. (1955). Science and the supernatural. Science 122:359-367. JSTOR
- Price, G.R. (1956). Where is the definitive experiment? Science 123:17-18. JSTOR
- Price, G.R. (1970). Selection and covariance. Nature 227:520-521.PDF
- Price, G.R. (1971). Extension of the Hardy--Weinberg law to assortative mating. Annals of Human Genetics 34:455-458
- Price, G.R. (1972a).  Extension of covariance selection mathematics. Annals of Human Genetics 35:485-490.
- Price, G.R. and C.A.B. Smith（英語版） (1972b) Fisher's Malthusian parameter and reproductive value. Annals of Human Genetics 36:1-7
- Price, G.R. (1972c).  Fisher's fundamental theorem made clear. Annals of Human Genetics 36:129-140.
- Maynard Smith, J. and G.R. Price. (1973). The logic of animal conflict. Nature 246:15-18.
- Price, G.R. (1995). The nature of selection. Journal of Theoretical Biology 175:389-396 (written circa 1971)

### 関連文献
- Frank, S.A. (1995) George Price's contributions to Evolutionary Genetics. Journal of Theoretical Biology 175:373-388 abstract - full text, pdf 412 KB (both from http://www.stevefrank.org)
- Frank, S. A. The Price Equation, Fisher's fundamental theorem, kin selection, and causal analysis. Evolution 51:1712-1729 download pdf file
- Frank, S.A. (2002) Price, George. In: M. Pagel (ed) Encyclopedia of Evolution pp930-1 pdf file
- Hamilton, W.D. (1964). The evolution of social behaviour I and II. Journal of Theoretical Biology 7: 1-16 and 17-52. pubmed I and II
- Hamilton, W.D. (1996). Narrow Roads of Gene Land vol 1. esp ch5 and ch9. Oxford University Press, Oxford. ISBN 0-7167-4530-5
- Schwartz, J. (2000) Death of an Altruist: Was the man who found the selfless gene too good for this world?. Lingua Franca 10.5: 51-61 (192 KB pdf file)
- オレン・ハーマン「親切な進化生物学者―ジョージ・プライスと利他行動の対価」 ISBN 4622076667